# 31875 Saksena
31875 Saksena è un asteroide della fascia principale. Scoperto nel 2000, presenta un'orbita caratterizzata da un semiasse maggiore pari a 2,2118895 UA e da un'eccentricità di 0,1078054, inclinata di 2,97643° rispetto all'eclittica.